# 中視新聞台
中視新聞台，全名為中國電視新聞台（官方），是中國電視公司（中視）的無線數位電視頻道之一，2004年7月1日開播。

## 歷史
2004年6月1日，中視總經理江奉琪任命新聞部經理胡雪珠擔任中視新聞台執行長、中視新聞當家主播沈春華擔任中視新聞台總監，中視新聞台預定2004年6月21日試播、2004年7月1日開播，胡雪珠表示：「這將是個全方位的純新聞頻道。」胡雪珠規劃，中視新聞台除了每日播四節新聞（晨間、午間、晚間、夜線）以外，新聞部各小組各認養一個時段，內容包括財經、國會、科技、休閒、運動、生活、醫藥、娛樂等即時資訊，此外還有校園種子記者採訪播報的「Young新聞」等；沈春華擬定中視新聞台三個目標：⑴主播的訓練與傳承，⑵新聞台整體形象包裝，⑶開闢新聞帶狀節目。這是沈春華在中視新聞服務期間第一次接掌行政職。
2004年7月1日，中華民國電視學會五大電視台會員（台視、中視、華視、民視、公視）在臺北市中泰賓館合辦「中華民國無線數位電視開播典禮」；中視新聞台開播，定頻於第24頻道，節目製播方式為「採訪、編輯、播報」三合一，胡雪珠擔任執行長，沈春華擔任總監。
中視新聞台標榜：提供即時、有深度的新聞，擴大國際視野；提供豐富多元的生活資訊，滿足觀眾的需求。各節新聞內容以國際、社會、民生、文化等不同特性來編排，提供觀眾一個豐富多元、與眾不同的選擇。在營運策略上，該頻道以品質路線取勝，避免類似其他新聞台過度強調即時新聞所造成的弊病（例如：濫用衛星新聞轉播連線報導）。
根據中視新聞台節目表，2007年5月28日前，該頻道每天06:30開播、00:00收播；2007年5月29日起，該頻道24小時不間斷播放。
中視新聞台第一代台標是在中視第四代商標右方加註白底黑邊且全部大寫的斜體「NEWS」字樣。2009年10月7日下午，中視新聞台變更台標，台標文字改為白底黑邊的中圓體「中視新聞台」五字。
2012年12月3日，本頻道改版，精選新聞、生活、文化節目系列播出，每週一至週五播出下列節目：18:00～18:58播出《中視新聞6一下》，18:58～19:40與中視綜合台聯播《中視新聞全球報導》，19:45～20:00由新聞台主播播報新聞台版《中視新聞全球報導》的最後15分鐘（此段不與主頻道聯播），20:00～21:00播出《即時新聞現場》（主播同19:45～20:00），21:00～22:00播出《即時新聞現場》（主播同主頻道《中視夜線新聞》），22:00～23:00播出《即時新聞現場》（主播同20:00～21:00）。
2015年4月21日，本頻道開始於中華電信MOD發送訊號；同年7月23日，中視新聞台陸續在部分數位有線電視系統業者上架，部分業者以高畫質訊號播送。
2017年7月31日，本頻道於無線數位電視全面升級為高畫質播出。
另外，中视新闻台的节目也通过亚太五号卫星上的“中国电视新闻台”面向亚太地区播出，内容与台湾版本同步。
2020年12月12日，隨著中天新聞台因中華民國國家通訊傳播委員會不予換照而在電視平台停播，中視新聞台成為旺旺中時媒體集團旗下唯一在電視平台播出的新聞頻道。

## 主播群
| 專任主播 | 專任主播 | 專任主播 | 專任主播 |
| -------- | -------- | -------- | -------- |
| 哈遠儀   | 方彥迪   | 陳志耕   | 陳采沂   |
| 李琹     | 鄭雅方   | 王義仲   |          |

| 兼任主播                 | 兼任主播 | 兼任主播 | 兼任主播 |
| ------------------------ | -------- | -------- | -------- |
| 黃玉蘭（北部地方組組長） | 張庭瑜   | 李易璇   | 徐國豪   |
| 陳潁臻                   | 杜怡萱   | 曹文寧   | 李采珊   |

### 氣象主播
| 氣象主播 | 氣象主播 | 氣象主播 | 氣象主播 |
| -------- | -------- | -------- | -------- |
| 戴立綱   | 陳志耕   | 王義仲   | 曹文寧   |
| 張庭瑜   | 鄭雅方   | 李易璇   | 陳采沂   |

## 節目主持人
| 主持人 | 節目名稱       |
| ------ | -------------- |
| 哈遠儀 | 《庶民大頭家》 |
| 方彥迪 | 《60分鐘》     |
| 王義仲 | 《改變的起點》 |

## 外部連結
- 中視新聞台節目表 （页面存档备份，存于）
- 500 中視新聞台 - 中華電信 MOD 網站 （页面存档备份，存于）
- Youtube上的中視新聞台 LIVE直播 （页面存档备份，存于）